# San Agustín (Alicante)
San Agustín es un barrio de la ciudad española de Alicante. Según el padrón municipal, cuenta en el año 2022 con una población de 2116 habitantes (1092 mujeres y 1024 hombres).

## Localización
San Agustín limita al norte con el barrio de Tómbola, al sur con La Torreta, al este con Los Ángeles y al oeste con el barrio Polígono San Blas.
Asimismo, está delimitado exteriormente, desde el norte y en el sentido horario, por las avenidas y calles siguientes: Jaime I, Teulada, Santa Pola, Calpe, Ibi, Deportista Pitu Perramón y Judoca José Alberto Valverde.

## Historia
Su denominación hace referencia a la onomástica de Agustín Santonja Javaloyes, fundador del barrio en 1900, que cedió terrenos propios para construir las calles.  Otros autores, como Gonzalo Vidal Tur, cronista de la provincia de Alicante, lo atribuyen a un antiguo convento agustino propietario de los terrenos en los que habría sido fundado el barrio, después de comprar en el año 1628 una casona con sus tierras en esta zona.
En 1931 fue modificado su nombre por el de barrio de la República, denominación que mantuvo hasta el final de la guerra civil española.

## Población
Según el padrón municipal de habitantes de Alicante, la evolución de la población del barrio San Agustín en los últimos años, del 2010 al 2022, tiene los siguientes números:
|              | 2010 | 2011  | 2012  | 2013 | 2014  | 2015  | 2016  | 2017 | 2018  | 2019  | 2020 | 2021 | 2022  |
| ------------ | ---- | ----- | ----- | ---- | ----- | ----- | ----- | ---- | ----- | ----- | ---- | ---- | ----- |
| Población    | 1948 | 2007  | 2037  | 2040 | 2050  | 2060  | 2100  | 2102 | 2118  | 2146  | 2138 | 2129 | 2116  |
| (Diferencia) |      | (+59) | (+30) | (+3) | (+10) | (+10) | (+40) | (+2) | (+16) | (+28) | (-8) | (-9) | (-13) |